# Claudiano Martins Filho
Claudiano Ferreira Martins Filho (Águas Belas, 4 de agosto de 1989), é um político brasileiro. É deputado estadual de Pernambuco pelo PP.

## Biografia
Foi eleito para seu primeiro mandato em 2014, foi reeleito em 2018 com 46.314 votos. Em 2022, foi reeleito com 53.024 votos.